# Michael Jarrell
Pour les articles homonymes, voir Jarrell.
Michael Jarrell (né à Genève le 8 octobre 1958) est un compositeur suisse.

## Biographie
Michael Jarrell étudie la composition dans la classe d’Eric Gaudibert au Conservatoire de Genève et lors de divers stages aux États-Unis d'Amérique (Tanglewood, 1979). Il complète sa formation à la Staatliche Hochschule für Musik (« École nationale supérieure de musique ») de Fribourg-en-Brisgau, auprès de Klaus Huber. 
Depuis 1982, son œuvre a reçu de nombreux prix : prix Acanthes (1983), Beethovenpreis de la Ville de Bonn (1986), prix Marescotti (1986), Gaudeamus et Henriette Renié (1988), Siemens-Förderungspreis (1990). Entre 1986 et 1988, il séjourne à la Cité des Arts à Paris et participe au stage d’informatique musicale de l’Ircam. Il est ensuite pensionnaire de la Villa Médicis à Rome en 1988-1989, puis membre de l’Istituto Svizzero di Roma en 1989-1990. D’octobre 1991 à juin 1993, il est compositeur résident à l’Orchestre national de Lyon. Depuis 1993, il est professeur de composition à la Hochschule für Musik de Vienne.
En 1996, il est accueilli comme « compositeur en résidence » au festival de Lucerne, puis est célébré lors du festival Musica Nova Helsinki, qui lui est dédié en mars 2000. En 2001, le festival de Salzbourg lui passe commande d’un concerto pour piano et orchestre intitulé Abschied (« Adieu »). La même année, il est nommé chevalier des Arts et des Lettres. En 2004, il est nommé professeur de composition au conservatoire supérieur de Genève. Son opéra Galiléi, d’après La Vie de Galilée de Brecht, commande du Grand Théâtre de Genève, a été créé en janvier 2006. En mars 2007, sa nouvelle création « Un temps de silence » est présentée à Genève, avec Emmanuel Pahud à la flûte et Heinz Holliger au pupitre de l’Orchestre de la Suisse romande. Au cours de la saison 2010-2011, il est compositeur en résidence au Festival international de musique de Besançon Franche-Comté.

## Œuvres

### Musique d'orchestre
- ...aussi peu que les nuages..., concerto pour violon et orchestre (œuvre originale imposée en finale de la session violon 2015 du Concours musical Reine Elisabeth de Belgique)
- ...Le ciel, tout à l'heure encore si limpide, soudain se trouble horriblement... pour orchestre (2009)
- ...Nachlese... III - Es bleibt eine zitternde Bebung... pour clarinette, violoncelle et orchestre (2007)
- ...Ombres... pour orchestre (2011)
- ...Un long fracas somptueux de rapide céleste... pour percussion et orchestre (1998/2001)
- ...Un temps de silence... concerto pour flûte et orchestre (2007)
- ...prisme / incidences... pour violon et orchestre (1998)
- Abschied pour piano et orchestre (2001)
- Aquateinte concerto pour hautbois et orchestre (2016)
- Congruences pour flûte-midi, hautbois et orchestre(1988)
- Conversions pour harpe et orchestre à cordes (1988)
- Des nuages et des brouillards concerto pour violon et orchestre (2016)
- Emergences - Nachlese VI pour violoncelle et orchestre (2012)
- Emergences-Résurgences pour alto et orchestre (2016)
- From the Leaves of Shadow pour alto et orchestre (1991)
- Instantanés pour grand orchestre (1985/86)
- Paysages avec figures absentes - Nachlese IV pour violon et orchestre (2010)
- Reflets pour piano et orchestre (2014)
- Sillages - Congruences II pour flûte, hautbois, clarinette et orchestre (2005/2009)
- Spuren (Nachlese VII) concerto pour quatuor à cordes et orchestre (2014)
- Trois Études de Debussy orchestration (1992)

### Musique d'ensemble
- ...prisme / incidences II... pour violon et ensemble (2002)
- Abschied II pour piano et ensemble (2004)
- Assonance V (...chaque jour n'est qu'une trêve entre deux nuits... ...chaque nuit n'est qu'une trêve entre deux jours...) pour violoncelle et 4 groupes instrumentaux (1990)
- Assonance VI pour octuor (1991)
- Bebung pour clarinette, violoncelle et ensemble (1995)
- Congruences pour flûte-midi, hautbois et ensemble (1989)
- Droben Schmettert ein greller stein pour contrebasse, ensemble et électronique (2001)
- Essaims-Cribles ballet de chambre pour clarinette basse et ensemble instrumental (1986/88)
- La Chambre aux échos pour ensemble (2010)
- Modifications pour piano et six instruments (1987)
- Music for a While pour ensemble instrumental (1995)
- Paysages avec figures absentes - Nachlese IV pour violon et ensemble (2009)
- Résurgences pour saxophone et ensemble instrumental (1996)
- Staub - Assonance IIIb pour 7 musiciens et vidéo (2009)
- Verästelungen (Assonance Ic) pour ensemble (2016)

### Musique de chambre
- ...in verästelten Gedanken... (Nachlese VIIb) pour quatuor à cordes (2015)
- ..more leaves... pour alto, 5 instruments et dispositif électronique (2000)
- ...Nachlese... II pour violon et violoncelle (2007)
- Assonance Ib pour clarinette, violon, alto et violoncelle (2014)
- Assonance III pour clarinette basse, violoncelle et piano (1989)
- Assonance VIIb - Rhizomes pour 2 pianos, 2 percussions et électronique (1993)
- Assonance VIII pour flûte basse/contrebasse amplifiée et 4 percussionnistes (1999)
- Aus Bebung pour clarinette et violoncelle (1995)
- Incipit pour 6 percussions (2002)
- Lied ohne Worte pour violon, violoncelle et piano (2012)
- M.P. / P.M. (Nachlese IIb) pour 2 clarinettes (2012)
- Zeitfragmente pour quatuor à cordes (1998)

### Musique soliste
- ...mais les images restent... pour piano (2003)
- ...some leaves... pour violoncelle (1999)
- ...some leaves II...' pour alto (1998)
- Assonance pour clarinette (1983)
- Assonance II pour clarinette basse (1989)
- Assonance IV pour alto, tuba et électronique en direct (1990)
- Assonance IVb pour cor (2009)
- Assonance VII pour percussion (1992)
- Dornröschen (Nachlese IVb) pour violon (2015)
- Étude pour piano (2011)
- Offrande pour harpe (2001)
- Prisme pour violon (2001)

### Musique vocale ou chorale
- ...car le pensé et l’être sont une même chose... pour 6 voix solistes (2002)
- ...denn alles muss in Nichts zerfallen... pour récitant, chœur et ensemble (2005)
- ...Denn dasselbe ist Erkennen und Sein... pour six voix et ensemble instrumental (1999)
- ...Nachlese... pour soprano et quatuor à cordes (2007)
- ...d'ombres lointaines... pour soprano et grand orchestre (1989/90)
- Aber der wissende pour soprano et marimba (1981)
- Adtende, ubi albescit veritas pour baryton et orchestre (2013)
- Cassandra (version anglaise de Cassandre) pour comédienne, ensemble et électronique (2006)
- Cassandre pour comédienne, ensemble et électronique (1993/94)
- Eco pour voix et piano (1986)
- Eco II pour voix et ensemble instrumental (1988-89)
- Eco IIb pour soprano et ensemble instrumental (1993)
- Eco III pour soprano et harpe (1994)
- Formes-Fragments pour 6 voix, cuivres et percussions (1987)
- Galilei opéra en 12 scènes, pour 13 solistes, chœur et orchestre (2005)
- Kassandra (version allemande de Cassandre) pour comédienne, ensemble instrumental et électronique (1996)
- Le Père - Der Vater pour acteur, soprano, mezzo, alto, 6 percussions et électronique (2010)
- Liederzyklus pour soprano et piano (2011)
- Mémoires pour chœurs et ensemble instrumental (1996)
- Nachlese Vb (Liederzyklus) pour soprano et ensemble (2012)
- Siegfried, nocturne pour baryton et ensemble (2013)
- Trace-Ecart pour soprano, contralto et ensemble instrumental (1984)
- Trei II pour soprano et 5 instruments (1982/83)
- Wolken pour chœur d'enfants et percussion  (1996)
- Bérénice opéra d'après la tragédie de Jean Racine (2018)

## Discographie sélective
- Solos : …some leaves II…, Offrande, Assonance, Assonance VII, Prismes - Christophe Desjardins (alto), Frédérique Cambreling (harpe), Paul Meyer (clarinette), Florent Jodelet (percussion), Hae-Sun Kang (violon) (2001 et 2004, Æon AECD 0101) (OCLC 811450882)
- Trei II - Modifications - Eco - Trace-Ecart - Ensemble Contrechamps : Charlotte Hoffmann, Rosemary Hardy et Sharon Cooper (sopranos) ; Claude Helffer et Sébastien Risler (pianos), dir. G. Bernasconi (1988, Accord 461 764-2) (OCLC 884436503)
- « Chaque jour n’est qu’une trêve entre deux nuits », Rhizomes, Assonance IV, Congruences - Ensemble Intercontemporain, dir. Peter Eötvös (1991/1993, Musidisc/Accord 465 309-2) (OCLC 183094854)
- Music for a While, Formes-Fragments IIb, ...car le pensé et l'être sont une même chose, Essaims, Cribles - Ensemble Klangforum Wien, Neue vocalsolisten Struttgart, Ernesto Molinari, Emilio Pomárico (11 juin 2004, Æon AECD 0531) (OCLC 423622773)
- Eco : Assonance III - Eco IIb - Aus bebung - Trei II, Essaims, cribles - Ensemble Accroche Note, dir. Jean-Philippe Wurtz (2005, Accord 476 7196) (OCLC 658970952)